# 寺沢徹
寺沢 徹（てらさわ とおる、旧字体：寺澤 徹、1935年1月4日 - 2025年3月23日）は、日本の陸上競技選手、陸上競技指導者。選手としての専門は長距離走・マラソンで、1963年には当時のマラソン世界最高記録を樹立した。1964年東京オリンピック代表選手。

## 来歴

### 出生からマラソン競技開始まで
当時の東京府東京市に生まれる。太平洋戦争中に富山県高岡市に疎開した。高校への入学当初はハンドボール部に所属していたが、2年次に健脚を買われて陸上競技部に転じた。富山県立高岡商業高等学校を卒業。卒業後は地元の自動車販売店に就職し、会社員として働きながら独力で陸上競技を続けた。1957年栃木国体の5000メートル (m)で6位に入賞した。その後、10000mや20kmロードにも挑戦したが、目立った結果を残すことはなかった。1959年にプリンス自動車富山工場に転職したことをきっかけに、マラソン競技に転向した。その後さらに練習環境を求めて1960年に倉敷レイヨンへ転職し、大阪へ移った。しかし当時の倉敷レイヨン陸上競技部は愛媛県西条市を練習拠点としており、寺沢は常時コーチの指導を受けられる環境ではなかった。

### 日本および世界最高記録の更新
初マラソンとなる1960年の福井マラソンで3位に入賞する。このあとも、1961年3月の別府大分毎日マラソン、1962年5月の毎日マラソン（のちのびわ湖毎日マラソン）でもそれぞれ3位に入賞した。1962年10月には2年後に控えた東京オリンピックへ向けての強化選手7人に選ばれる。日本陸上競技連盟からニュージーランドの合宿に派遣され、アーサー・リディアードの指導を受けて多様な練習方法を体験し、以後のトレーニングに反映させる。この合宿中には現地のオークランドマラソンで2位となった。その年の12月に参加した朝日国際マラソンでマラソン初優勝を飾る。このとき日本最高記録を更新（2時間16分18秒4）し、多くの国内主要マラソン大会で優勝する端緒となった。翌1963年1月の愛媛マラソンでは初代優勝となり、同年2月の別府大分毎日マラソンでは、アベベ・ビキラが持っていた当時の世界最高記録を上回る2時間15分15秒8で優勝し、マラソン世界記録を更新した。この頃より1936年ベルリンオリンピックで活躍した村社講平がチームのコーチに就任し、指導を受けた。

### 東京オリンピック出場
1964年東京オリンピックには、円谷幸吉（3位）、君原健二（8位）とともに出場したが、最も持ちタイムがよかったものの15位に終った。序盤にペースを上げすぎたことが響いたとされる。

### 日本最高記録更新

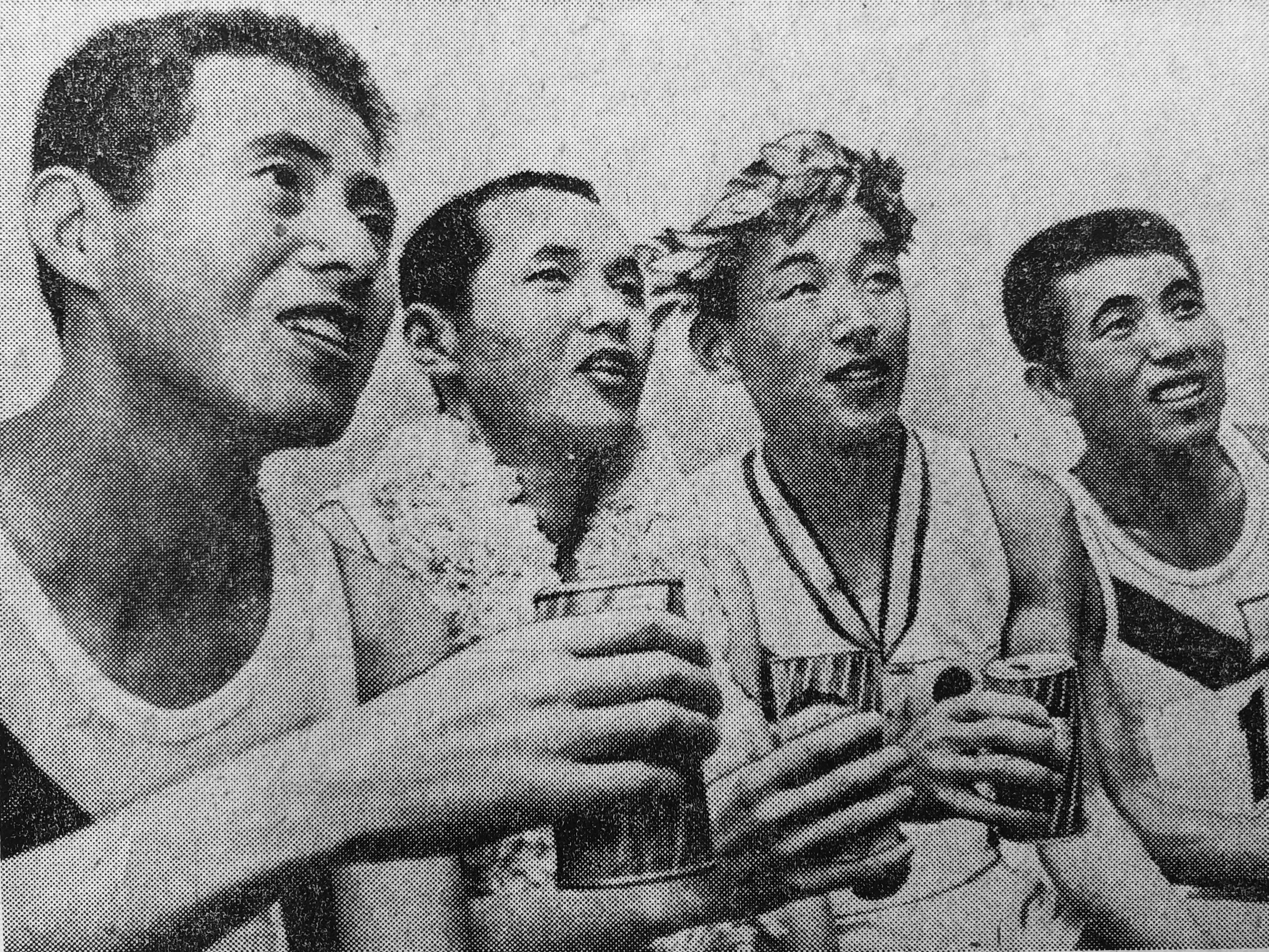
1966年4月19日に開催されたボストンマラソンで、日本選手は1位から4位までを独占した。左から岡部宏和（4位）、佐々木精一郎（2位）、君原健二（優勝）、寺沢徹（3位）。

一時は現役引退を考えるも、その年の11月に参加した朝日国際マラソンで2時間14分48.2秒の日本最高記録で優勝。翌1965年2月の別府大分毎日マラソンでも再度日本最高記録を更新、これが4度目の日本最高記録更新となった。翌1966年2月にも別府大分毎日マラソンに出場し、前回の日本最高記録を更新、4大会連続優勝となった。4大会連続での優勝は唯一である。
1965年6月のポリテクニック・ハリアーズ・マラソン（ウィンザーマラソン）では、2時間12分00秒の世界最高記録で優勝した重松森雄には敗れたものの、自己ベストとなる2時間13分41秒を記録した。
1966年4月19日、ボストンマラソンに出場。1963年、1964年大会の優勝者のベルギーのオーレル・バンデンドリッシュは飛行機に乗り遅れたため不参加となった。同大会で日本選手は1位から4位までを独占した。順位と記録は以下のとおり。君原健二（優勝、2時間17分11秒）、佐々木精一郎（2位、2時間17分24秒）、寺沢（3位、2時間17分46秒）、岡部宏和（4位、2時間18分11秒）。

### 国民体育大会出場
マラソン競技の傍ら国民体育大会の35kmロードに大阪府代表として参加、1963年山口国体、1964年新潟国体、1965年岐阜国体で3年連続で優勝し、3連覇を果たしている。1965年には金栗記念熊日30キロロードレースで1時間31分52秒のタイムで優勝し、これは30km走での世界最高記録更新となった。

### 後進の指導
1968年4月からはクラレ陸上部の監督に就任、1974年3月まで務めた。その後、1989年5月から2005年3月までYKK陸上部で監督や顧問を務めた。日本陸上競技連盟における長年の功績が認められ、2003年わかふじ国体にて「秩父宮章」が授与された。。マラソンの普及広報活動にも携わり、2010年代まで市民ランナー・ゲストランナーとして数多くの大会に参加し続けた。
2025年3月23日に慢性心不全のため死去したことが、3月31日に報じられた（満90歳没）。

## マラソン成績
先述の通り、アベベ・ビキラの持っていた世界最高記録を更新したものの、実際に同走したレースでは3度ともアベベよりも上位にはなれず、生前の寺沢は「雲の上の存在。でも、ソウル国際マラソンの20キロ付近で、いったん追い付いたんですよ」と述べていた。
| 年月日         | 大会名                               | 開催地       | 順位 | 記録      | 参考                                |
| -------------- | ------------------------------------ | ------------ | ---- | --------- | ----------------------------------- |
| 1960年4月17日  | 福井マラソン                         | 福井市       | 3rd  | 2:34:24   |                                     |
| 1961年3月12日  | 別府大分毎日マラソン                 | 別府市       | 3rd  | 2:27:14   |                                     |
| 1961年6月25日  | 毎日マラソン                         | 大阪市       | 8th  | 2:44:26   |                                     |
| 1961年12月3日  | 朝日国際マラソン                     | 福岡市       | 6th  | 2:24:32   | [ 20 ]                              |
| 1962年2月11日  | 別府大分毎日マラソン                 | 別府市       | 5th  | 2:27:05   |                                     |
| 1962年5月13日  | 毎日マラソン                         | 大津市       | 3rd  | 2:31:54   |                                     |
| 1962年10月20日 | オークランドマラソン                 | オークランド | 2nd  | 2:19:14   |                                     |
| 1962年12月2日  | 朝日国際マラソン                     | 福岡市       | 1st  | 2:16:18.4 | 日本最高記録                        |
| 1963年1月15日  | 愛媛マラソン                         | 松山市       | 1st  | 2:20:25   |                                     |
| 1963年2月17日  | 別府大分毎日マラソン                 | 別府市       | 1st  | 2:15:15.8 | 日本最高記録、世界最高記録          |
| 1963年5月12日  | 毎日マラソン                         | 東京都       | 5st  | 2:24:29   |                                     |
| 1964年2月2日   | 別府大分毎日マラソン                 | 別府市       | 1st  | 2:17:48.6 |                                     |
| 1964年4月12日  | 毎日マラソン                         | 東京都       | 3rd  | 2:19:43.0 |                                     |
| 1964年8月23日  | タイムスマラソン                     | 札幌市       | 3rd  | 2:20:35   |                                     |
| 1964年10月21日 | 東京オリンピック                     | 東京都       | 15th | 2:23:09.0 |                                     |
| 1964年12月6日  | 朝日国際マラソン                     | 福岡市       | 1st  | 2:14:48.2 | 日本最高記録                        |
| 1965年2月7日   | 別府大分毎日マラソン                 | 別府市       | 1st  | 2:14:38   | 日本最高記録                        |
| 1965年6月12日  | ポリテクニック・ハリアーズ・マラソン | ロンドン     | 2nd  | 2:13:41   | 日本最高記録更新、生涯最高記録      |
| 1965年10月10日 | 朝日国際マラソン                     | 福岡市       | 12th | 2:25:07   |                                     |
| 1966年1月15日  | 愛媛マラソン                         | 松山市       | --   | 2:21:15   | オープン参加のため順位なし、2位相当 |
| 1966年2月13日  | 別府大分毎日マラソン                 | 別府市       | 1st  | 2:14:35   |                                     |
| 1966年4月19日  | ボストンマラソン                     | ボストン     | 3rd  | 2:17:46   |                                     |
| 1966年8月23日  | タイムスマラソン                     | 札幌市       | --   | --        | 途中棄権                            |
| 1966年10月30日 | ソウルマラソン                       | ソウル       | 2nd  | 2:19:35.0 |                                     |
| 1966年11月27日 | 国際マラソン                         | 福岡市       | 5th  | 2:15:51.2 |                                     |
| 1967年2月5日   | 別府大分毎日マラソン                 | 別府市       | 6th  | 2:17:48.2 |                                     |
| 1967年4月19日  | ボストンマラソン                     | ボストン     | 8th  | 2:21:17   |                                     |
| 1967年12月3日  | 国際マラソン                         | 福岡市       | 11th | 2:17:00   |                                     |
| 1968年12月8日  | 国際マラソン                         | 福岡市       | 10th | 2:17:23   |                                     |
| 1969年2月2日   | 別府大分毎日マラソン                 | 別府市       | 8th  | 2:20:39.6 |                                     |
| 1969年3月23日  | 信毎マラソン                         | 長野市       | 1st  | 2:21:02.2 | [ 21 ]                              |
| 1976年3月7日   | 延岡西日本マラソン                   | 延岡市       | 2nd  | 2:26:20.6 |                                     |